# 预防性维护
預防性維護（Preventive maintenance）有以下的含意：
1. 為了維持設備在良好運作條件，由維修人員所進行的保養及維護，作法可能透過針對初期異常進行系統性檢測、偵測以及修正，可能是異常出現之前，或是在初期異常演變成重大異常之前檢測。
2. 預防性維修一般會依照預定的工作指引，定期進行維修，以避免設備或是機能械損毀[1]。
3. 是避免機器損毀或是誤動作，所進行固定例行性的工作[2]。
4. 為了避免出現故障所進行的維護，其中包括測試、量測、調整、零件更換及清理等。

## 簡介
预防性维护的主要目的是讓設備在這一次维护到下一次维护之間，不會因為元件疲勞、人員疏忽或是設備磨損（可避免原因）而失效。要在真正發生失效之前就避免失效，這也是計劃性維護及視狀態的維護希望可以達到的。此维护的思維是在元件磨損真正失效之前，就提早更換已磨損的元件，藉此恢復系統的可靠度期。维护活動包括特定週期的部份維修或整體維修、更換油料、潤滑、小幅調整等。此外，工作人員可以記錄設備劣化的情形，以便在造成系統失效之前就提早修理損壞的元件。理想的機器维护規劃可以避免不必要而且費用昂貴的維修。
許多設備及設施的機器維護都相當細微。例如，特定設備的維護可能包括「预防性维护清單」，其中包括許多可以顯著提昇設備壽命的確認項目。而且，像天候及設備等因素也都要列入考慮。例如高緯度地區的暖通空調（HVAC）系統，一般會選擇在一年最熱，使用暖氣最少的時候進行維護。

## 腳註
1. ↑  Olakotan, O.O. (2015). Unpublished  Basic Technology lecture note on Maintenance
2. ↑  Bamiro O.A., Nzediegwu D., Oladejo K.A, Rahaman A & Adebayo A (2011). Mastery of Technology for junior school certificate examination.Ibadan: Evans Brothers (Nigeria Publishers)Limited.

## 延伸閱讀
- Wu, S. & Zuo, M.J.  (PDF). IEEE Transactions on Reliability. 2010, 59 (1): 242–249  [2017-10-19]. doi:10.1109/TR.2010.2041972. （原始内容存档 (PDF)于2019-03-22）.